# 멕시모 넬슨
멕시모 넬슨（Maximo Nelson, 1982년 4월 21일 ~ )은 전 대한민국의 독립 야구단 고양 원더스의 용병 선수이다.

## 일본 프로 야구 시절
2008년 일본 프로 야구 주니치 드래건스에 입단하였다.
2011년은 31경기 등판하여 10승 14패 2.54의 방어율을 기록하였다.

## 대한민국 독립 야구 시절
2014년 대한민국 최초의 독립 야구단 고양 원더스에 영입되어 독립 야구단 선수가 되었는데 이에 앞서 2013년 재영입된 켈빈 히메네스가 오른 팔 부상으로 정상 투구가 어렵게 되자 두산 베어스가 미야자키 캠프로 불러 테스트를 시도했지만 불발됐다.
1. ↑  김형태 (2013년 3월 31일). “두산, 결국 넬슨 영입 포기... 새 용병 물색하기로”. 조이뉴스24. 2020년 8월 13일에 확인함.